# Lac Gabriel-Fleury
Lac Gabriel-Fleury är en sjö i Kanada.   Den ligger i regionen Saguenay–Lac-Saint-Jean och provinsen Québec, i den östra delen av landet, 400 km norr om huvudstaden Ottawa. Lac Gabriel-Fleury ligger 367 meter över havet. Arean är 28,2 kvadratkilometer. Den sträcker sig 15,2 kilometer i nord-sydlig riktning, och 15,9 kilometer i öst-västlig riktning.
I omgivningarna runt Lac Gabriel-Fleury växer i huvudsak blandskog. Trakten runt Lac Gabriel-Fleury är nära nog obefolkad, med mindre än två invånare per kvadratkilometer.